# النموذجية
النموذجية بلدة سوريّة تتبع إداريّاً لمحافظة حلب منطقة منبج ناحية مسكنة، بلغ تعداد سكانها 1,116 نسمة حسب التعداد السكاني لعام 2004.